# UE Sant Julià
Az UE Sant Julià andorrai labdarúgócsapat Sant Julià de Lòria-i közösség Aixovall falucskájából, mindössze 4 kilométerre a spanyol határtól. Az andorrai labdarúgó-bajnokság 1995-ös indulása óta az élvonalban szerepel.
Eddig két alkalommal nyerte meg az andorrai labdarúgó-bajnokságot, illetve 6-6 alkalommal diadalmaskodott a két nemzeti kupában.

## Története

### Klubalapítástól az első bajnoki címig (1982–2005)
Az UE Sant Juliàt 1982-ben alapították, és az első andorrai labdarúgó-bajnokság indításáig spanyol területi bajnokságokban szerepelt.
Az Andorrai labdarúgó-szövetség 1995-ben írta ki az első nemzeti bajnokságot, amelyre az UE Sant Julià is nevezett. A bajnokság 10 csapat részvételével zajlott, a csapat a 8. helyen végzett. A következő idényben még bejutott az andorrai kupa döntőjébe, majd évekig az andorrai labdarúgás középcsapataként szerepelt.
Az első sikert a 2000–2001-es idény hozta meg. A csapat az alapszakasz első helyén végzett, majd a bajnoki rájátszást a második helyen fejezte be, így kivívta a nemzetközikupa-szereplés jogát.
A 2001-es Intertotó-kupában a svájci Lausanne Sports ellen mutatkozott be az európai kupaporondon. Hazai pályán 3–1-es vereséget szenvedett, majd Svájcban 6–0-s vereséggel búcsúzott az Intertotó-kupától. A bajnoki szezon az előző forgatókönyve szerint zajlott: az alapszakaszban az első helyen végzett, a bajnoki rájátszásban azonban csak a második helyet érte el.
A 2002–2003-as idényben újra az Intertotó-kupában indulhatott, és mindmáig egyetlen nemzetközi pontját ekkor szerezte: az északír Coleraine elleni idegenbeli 5–0-s vereséget követően hazai pályán 2–2-es döntetlen ért el. A bajnokságot a dobogó alsó fokán zárta.
2003-ban, 2004-ben és 2005-ben egyaránt FC Santa Coloma–Sant Julià-kupadöntőt rendeztek, mindhárom alkalommal a Santa Coloma sikerével zárult, gyógyírt egyedül a 2004-es szuperkupa-döntő sikere jelentette.
A csapat első átütő sikerét 2005-ben aratta, amikor az alapszakaszbeli elsőséget követően megnyerte az andorrai bajnokságot, és az UEFA-kupában indulhatott.

### Az első UEFA-kupa-szerepléstől napjainkig (2005–)
A 2005–2006-os UEFA-kupa első selejtezőkörében a román Rapid Bucureștivel találkozott, és mind hazai, mind az idegenbeli mérkőzésen 5–0-s vereséget szenvedett, így 0–10-es összesítéssel kiesett Európa második legrangosabb kupájából. A bajnokságban már a bajnoki rájátszás első fordulóit követően elvesztette az esélyt a címvédésre, a dobogó második fokáért harcolt a csapat „fekete báránya”, az FC Santa Coloma ellen. A végül bajnoki ezüstérmet ünneplő Sant Julià az elődöntőben búcsúzott az andorrai kupától.
A következő szezon mind az európai kupaporondon, mind a nemzeti szereplésben sikertelennek számított. Az NK Maribor 8–0-s összesítéssel búcsúztatta az Intertotó-kupából, a bajnokságban a dobogó legalsó fokára szorult, majd újra az FC Santa Coloma ellen tizenegyesekkel bukta el a nemzeti kupát.
A 2007–2008-as szezon biztatóan kezdődött. Az Intertotó-kupában mindkét mérkőzésen szoros eredményt ért a szerb Slavija ellen (2–3, 2–3), az alapszakasz első felét az élen zárta. A kezdeti jó szereplés az alapszakasz végére fokozatosan negatívba fordult, és bár a bajnokságot a második helyen zárta, csak az utolsó fordulóban biztosította újabb ezüstérmét. Gyógyírt a nemzeti kupa jelentette, amit – 6 korábban elvesztett döntő után – hatalmas különbséggel, 6–1-es győzelemmel hódított el a Lusitanos ellenében.
Az újdonsült kupagyőztes előbb 3–0-ra elbukta a szuperkupa-döntőt, majd az UEFA-kupától 9–0-s összesítéssel búcsúzott a bolgár Cserno More ellenében, végül már a negyeddöntők során kiesett az andorrai kupából. A borzalmas kupaszereplés a bajnokságban nem éreztette hatását. A Sant Julià alapszakaszbeli első helyét a bajnoki rájátszásban is magabiztosan őrizte, így második alkalommal szerezte meg az andorrai bajnokcsapat címét.

## Sikerei
- Andorrai labdarúgó-bajnokság (Primera Divisió)
  - Bajnok (2 alkalommal): 2005, 2009
  - Ezüstérmes (6 alkalommal): 2001, 2002, 2004, 2006, 2008, 2011
  - Bronzérmes (3 alkalommal): 2003, 2007, 2010

- Andorrai kupa (Copa Constitució)
  - Győztes (6 alkalommal): 2008, 2010, 2011, 2014, 2015, 2021
  - Ezüstérmes (8 alkalommal): 1997, 2001, 2003, 2004, 2005, 2007, 2013, 2018

- Andorrai szuperkupa (Supercopa andorrana de futbol)
  - Győztes (6 alkalommal): 2004, 2009, 2010, 2011, 2014, 2018
  - Ezüstérmes (3 alkalommal): 2003, 2005, 2008

## Eredményei

### Bajnoki múlt
Az UE Sant Julià helyezései az andorrai labdarúgó-bajnokság élvonalában.
| Idény   | Helyezés |
| ------- | -------- |
| 1995–96 | 8. hely  |
| 1996–97 | 7. hely  |
| 1997–98 | 9. hely  |
| 1998–99 | 6. hely  |
| 1999–00 | 5. hely  |
| 2000–01 | 2. hely  |

| Idény   | Helyezés |
| ------- | -------- |
| 2001–02 | 2. hely  |
| 2002–03 | 3. hely  |
| 2003–04 | 2. hely  |
| 2004–05 | 1. hely  |
| 2005–06 | 2. hely  |
| 2006–07 | 3. hely  |

| Idény   | Helyezés |
| ------- | -------- |
| 2007–08 | 2. hely  |
| 2008–09 | 1. hely  |
| 2009–10 | 3. hely  |
| 2010–11 | 2. hely  |
| 2011–12 | 4. hely  |
| 2012–13 | 4. hely  |

| Idény   | Helyezés |
| ------- | -------- |
| 2013–14 | 3. hely  |
| 2014–15 | 4. hely  |
| 2015–16 | 3. hely  |
| 2016–17 | 2. hely  |
| 2017–18 | 3. hely  |
| 2018–19 | 2. hely  |

| Idény   | Helyezés |
| ------- | -------- |
| 2019–20 | 4. hely  |
| 2020–21 | 2. hely  |
| 2021–22 |          |

### Nemzetközi

#### Összesítve
| Kupa                  | M  | GY | D | V  | LG–KG |
| --------------------- | -- | -- | - | -- | ----- |
| Bajnokok Ligája       | 4  | 0  | 2 | 2  | 2–11  |
| Európa-liga           | 2  | 0  | 0 | 2  | 0–8   |
| UEFA-kupa             | 4  | 0  | 0 | 4  | 0–19  |
| Intertotó-kupa        | 10 | 0  | 1 | 9  | 7–41  |
| UEFA Konferencia Liga | 2  | 0  | 2 | 0  | 3–5   |
| Összesen              | 21 | 0  | 5 | 17 | 12–84 |

#### Szezonális bontásban
| Kupa                  | Idény     | Forduló         | Klub                       | 1. mérk. | 2. mérk. | Össz.           |
| --------------------- | --------- | --------------- | -------------------------- | -------- | -------- | --------------- |
| Intertotó-kupa        | 2001      | 1. forduló      | Lausanne Sports            | 1–3      | 0–6      | 1–9             |
| Intertotó-kupa        | 2002      | 1. forduló      | Coleraine                  | 0–5      | 2–2      | 2–7             |
| Intertotó-kupa        | 2004      | 1. forduló      | FK Smederevo               | 0–8      | 0–3      | 0–11            |
| UEFA-kupa             | 2005–2006 | 1. selejtezőkör | Rapid București            | 0–5      | 0–5      | 0–10            |
| Intertotó-kupa        | 2006      | 1. forduló      | NK Maribor                 | 0–3      | 0–5      | 0–8             |
| Intertotó-kupa        | 2007      | 1. forduló      | Slavija Istočno Sarajevo   | 2–3      | 2–3      | 4–6             |
| UEFA-kupa             | 2008–2009 | 1. selejtezőkör | Cserno More                | 0–4      | 0–5      | 0–9             |
| Bajnokok Ligája       | 2009–2010 | 1. selejtezőkör | Tre Fiori                  | 1–1      | 1–1      | 2–2             |
| Bajnokok Ligája       | 2009–2010 | 2. selejtezőkör | Levszki Szofija            | 0–4      | 0–5      | 0–9             |
| Európa-liga           | 2010–2011 | 2. selejtezőkör | MYPA                       | 0–3      | 0–5      | 0–8             |
| Európa-liga           | 2011-2012 | 2. selejtezőkör | MK Bné Jehúdá Tel-Aviv     | 0–2      | 0–2      | 0–4             |
| Európa-liga           | 2014–2015 | 1. selejtezőkör | FK Čukarički               | 0–0      | 0–4      | 0–4             |
| Európa-liga           | 2015–2016 | 1. selejtezőkör | Randers FC                 | 0–1      | 0–3      | 0–4             |
| Európa-liga           | 2017–2018 | 1. selejtezőkör | KF Skënderbeu Korçë        | 0–1      | 0–5      | 0–6             |
| Európa-liga           | 2018–2019 | Előselejtező    | Gżira United Football Club | 0–2      | 1–2      | 1–4             |
| Európa-liga           | 2019–2020 | Előselejtező    | College Europa FC          | 3–2      | 0–4      | 3–6             |
| UEFA Konferencia Liga | 2021–2022 | 1. selejtezőkör | Gżira United Football Club | 0–0      | 1–1      | 1–1 (3:5 bünt.) |

Megjegyzés: Az eredmények minden esetben az UE Sant Julià szempontjából értendők, a dőlten írt mérkőzéseket hazai pályán játszotta.